# موقا
موقا (به عربی: موقا) یک روستا در سوریه است که در ناحیه حیش واقع شده‌است. موقا ۱٬۱۱۸ نفر جمعیت دارد.